# Джемейн Клемент
Джемейн Клемент (англ. Jemaine Clement) (10 січня 1974; Мастертон, Нова Зеландія) — новозеландський актор, продюсер, музикант і композитор. Найбільш відомий як учасник комедійно-музичного дуету «Flight of the Conchords», разом із Бретом Маккензі. Володар премії «Греммі» 2008 року за найкращий комедійний альбом, також має 9 номінацій на прайм-таймову премію «Еммі» (2008—2020).
Клемент народився 10 січня 1974 року в місті Мастертон, Нова Зеландія, і виховувався матір'ю-маорі.
Вперше появився на телебаченні у 1996 році. З 2007 по 2009 рік знімався у серіалі «Летючі Конкорди». У 2012 році зіграв Бориса «Тварину» у фільмі «Люди в чорному 3». У 2014 році виконав одну з провідних ролей у фільмі «Що ми робимо у тінях».
Озвучував персонажів мультфільмів «Сімпсони», «Ріо», «Наполеон Динаміт», «Ріо 2», «ТріпТанк», «Рік і Морті», «Ваяна», «Лего Фільм: Бетмен».

## Вибіркова фільмографія
- 2022 — Не змушуй мене йти[en]
- 2020 — Колишні звички
- 2019—2020 — Чим ми займаємося в тінях
- 2017—2019 — Легіон (телесеріал)
- 2016—2019 — Закон Майла Мерфі (мультсеріал)
- 2017 — Статус Бреда
- 2018 — Фестиваль / The Festival
- 2017 — Humor Me
- 2017 — Lego Фільм: Бетмен (мультфільм)
- 2016 — Розлучення (телесеріал)
- 2016 — Ваяна (мультфільм)
- 2014—2016 — ТріпТанк / TripTank (анімаційний телесеріал)
- 2016 — Великий дружній велетень / Тілогриз
- 2015 — People Places Things
- 2014 — Ріо 2 (мультфільм)
- 2014 — Маппети у розшуку / Muppets Most Wanted
- 2014 — Що ми робимо у тінях
- 2012 — Люди в чорному 3
- 2011 — Ріо (мультфільм)
- 2010 — Сімпсони (анімаційний серіал)
- 2010 — Вечеря з придурками / Dinner for Schmucks
- 2010 — Нікчемний Я (мультфільм)
- 2007—2009 — Flight of the Conchords (комедійне шоу)